# Kashaya
Le kashaya (ou Pomo du Sud-Ouest) est une langue pomo parlée aux États-Unis, dans le Nord de la Californie. À l'origine, la langue était parlée le long de la côte, entre la rivière Gualala et la Russian River. Selon Ethnologue.com  il restait 45 locuteurs de la langue en 1994.

## Phonologie

### Voyelles
|         | Antérieure    | Centrale      | Postérieure   |
| ------- | ------------- | ------------- | ------------- |
| Fermée  | i [i] iː [iː] |               | u [u] uː [uː] |
| Moyenne | e [e] eː [eː] |               | o [o] oː [oː] |
| Ouverte |               | a [a] aː [aː] |               |

### Consonnes
|               |           | Bilabiale | Dentale | Rétroflexe | Latérale | Palatale | Vélaire | Uvulaire | Glottale |
| ------------- | --------- | --------- | ------- | ---------- | -------- | -------- | ------- | -------- | -------- |
| Occlusives    | Sourdes   | p [p]     | t [t]   | ṭ [ʈ]      |          |          | k [k]   | q [q]    | ʔ [ʔ]    |
| Occlusives    | Aspirées  | ph [pʰ]   | th [tʰ] | ṭh [ʈʰ]    |          |          | kh [kʰ] | qh [qʰ]  |          |
| Occlusives    | Glottales | pʼ [pʼ]   | tʼ [tʼ] | ṭʼ [ʈʼ]    |          |          | kʼ [kʾ] | qʼ [qʾ]  |          |
| Occlusives    | Sonores   | b [b]     |         | d [ɖ]      |          |          |         |          |          |
| Fricatives    | Sourdes   | (f) [f]   | s [s]   |            |          | š [ʃ]    |         |          | h [h]    |
| Fricatives    | Glottales |           | sʼ [sʼ] |            |          |          |         |          |          |
| Affriquées    | Sourdes   |           |         |            |          | č [t͡ʃ]   |         |          |          |
| Affriquées    | Aspirées  |           |         |            |          | čh [t͡ʃʰ] |         |          |          |
| Affriquées    | Glottales |           |         |            |          | čʼ [t͡ʃʼ] |         |          |          |
| Nasales       | Simples   | m [m]     | n [n]   |            |          |          |         |          |          |
| Nasales       | Aspirées  | mh [mʰ]   | nh [nʰ] |            |          |          |         |          |          |
| Nasales       | Glottales | mʼ [mʼ]   | nʼ [nʼ] |            |          |          |         |          |          |
| Liquides      | simples   |           | (r) [r] |            | l [l]    |          |         |          |          |
| Liquides      | Aspirées  |           |         |            | lh [lʰ]  |          |         |          |          |
| Liquides      | Glottales |           |         |            | lʼ [lʼ]  |          |         |          |          |
| Semi-voyelles | simples   | w [w]     |         |            |          | j [j]    |         |          |          |
| Semi-voyelles | Aspirées  | wh [wʰ]   |         |            |          | yh [jʰ]  |         |          |          |
| Semi-voyelles | Glottales | wʼ [wʼ]   |         |            |          | jʼ [jʼ]  |         |          |          |